# Список керівників держав 217 року
В даній статті представлені керівники державних утворень. Також фрагментарно зазначені керівники нижчих рівнів. З огляду на неможливість точнішого датування певні роки володарювання наведені приблизно.
Список керівників держав 217 року — це перелік правителів країн світу 217 року.
Список керівників держав 216 року — 217 рік — Список керівників держав 218 року — Список керівників держав за роками

## Європа
- Боспорська держава — цар Рескупорід III (210-228)
- Ірландія — верховний король Лугайд мак Кон (195-225)
- Римська імперія
  - імператор Каракалла (211-217); Макрін (217-218)
    - консул Гай Бруттій Пресент (217)
    - консул Тит Мессій Екстрикат (217)
      - Британія — Гордіан I (216)
      - Нарбонська Галлія — Тіберій Клавдій Паулін (216-217)
      - Далмація — Марк Нуммій Умбрій Прім Сенеціон Альбін (212-214/217)
      - Нижня Паннонія — Трикціан (217-218)

## Азія
- Близький Схід
  - Велика Вірменія — цар Хосров I (198-217); Трдат II (217-252)
- Іберійське царство — цар Ваче (216-234)
- Індія
  - Кушанська імперія — великий імператор Васудева I (191-225)
  - Царство Сатаваханів — магараджа Пулумаві III Сатавахана (216-224)
  - Західні Кшатрапи — Рудрасана I (200-222)
  - Чера — Янаікат-сей Мантаран Черал (201-241)
- Китай
  - Династія Хань — імператор Лю Сє (189-220)
    - шаньюй південних хунну Лю Бао (215—260)
    - володар держави сяньбі Будугень (210—233)
- Корея
  - Когурьо — тхеван (король) Сансан (197-227)
  - Пекче — король Керу Кусу (214-234)
  - Сілла — ісагим (король) Нехе (196-230)
  - Осроена — Ману IX (216-242)
- Персія
  - Парфія — шах Вологез V (208-223)
- Сипау (Онг Паун) — Пау Ай П'яу (207-237)
- Харакена — цар Абінерга III (210-222)
- Японія — Імператриця Дзінґу (201-269)
  - Азія — Квінт Аніций Фауст (217-219)
  - Галатія — Луцій Егнацій Віктор Лолліан (215-218)
  - Каппадокія — Гай Катій Клемент (217-218)
- Ліньї — Шрі Мара (192—220)

## Африка
- Аксумське царство — Елла Азгуагуа (141-218)
- Царство Куш — цар Аріесбехе (209-228)
  - Єгипет — Луцій Валерій Дат (216-217)